# Куль, Александр Иванович
Александр Иванович Куль (бел. Аляксандр Іванавіч Куль; род. 25 апреля 1975, деревня Боровка, Верхнедвинский район, Витебская область) — белорусский баскетболист и тренер. Выступал на позиции центрового. Работал в БК «Цмоки-Минск», директором Центра Экономического Развития и Спортивного Маркетинга (ЦЭРиСМ), позже тренером по общефизической подготовке.

## Биография
Александр Куль начал заниматься баскетболом в 12 лет в Витебской школе-интернате спортивного профиля (ныне — Витебское государственное училище олимпийского резерва). Первый тренер — Дмитрий Дмитриевич Рыбаков. Затем проходил обучение в Республиканском училище олимпийского резерва в Минске под руководством Михаила Алексеевича Тайца. В 1991 году выступал за юношескую сборную СССР (U-16), а в 1992 году — за юниорскую сборную СНГ (U-18).
В 1992—1994 годах выступал за клуб РТИ в чемпионате Международной профессиональной баскетбольной лиги, объединявшей клубы бывшего СССР, а также за клуб РТИ-2-РУОР в чемпионате Беларуси. Стал чемпионом Беларуси в сезоне 1993/1994. Был одним из лидеров молодёжной сборной Беларуси (U-22), выигравшей чемпионат Европы-1994.
В 1994 году уехал в США, выступал за команду университета Джорджа Вашингтона. Выставлялся на драфт НБА, но не был выбран ни одним из клубов и в 1998 году вернулся в Европу. Выступал за клубы Турции, Польши, Греции, Кипра. Становился призёром чемпионатов Греции и Польши, обладателем Кубка Кипра, выступал в финале Кубка Европы и Кубка вызова. По опросу газеты «Прессбол» признавался лучшим баскетболистом Беларуси 1999 года.
В 2007—2011 годах выступал за клуб «Минск-2006», неоднократно выигрывал с ним чемпионат и Кубок Беларуси. В октябре 2011 года сыграл за команду БГУИР в отборочной стадии Кубка Беларуси, после чего принял решение о завершении игровой карьеры.
Являлся игроком сборной Беларуси по баскетболу в 1993—1995 и 1998—2007 годах.
После окончания игровой карьеры, в 2011—2016 годах, работал директором центра экономического развития и спортивного маркетинга в клубе «Минск-2006», стал инициатором переименования клуба в «Цмоки-Минск». С 2016 года — тренер по общефизической подготовке в мужской команде «Цмоки-Минск». В августе 2017 года уволен из команды. Сезон 2017/18 провёл в качестве тренера по общефизической подготовке резервной команды и СДЮШОР «Цмоки-Минск». Некоторое время работал руководителем фитнес-клуба и академии тенниса и сквоша в «Falcon Club» в Минске.
В 2019-2020 годах -постоянный участник социально-значимого проекта «Колобанга.Привет,Интернет.by!” и один из основных спикеров «Всебеларусской акции «За интернет-безопасность вместе!» под руководством создателя и организатора проекта Заслуженного деятеля эстрадного искусства Украины Андрея Квашевича.

## Семья
Отец — электрик.
Мать — медсестра, скончалась в 1987 году.
Брат — переводчик технической и специальной литературы.
Жена, Алена — бывшая волейболистка.
Дочери — Дарья-Анна (2001 г.р.) и Амелия-Мария (2007 г.р.).
Сын — Матвей (2013 г.р.).

## Достижения
- Чемпион Европы среди молодёжных команд 1994.
- Бронзовый призёр чемпионата Европы среди юниоров 1992.
- Чемпион Беларуси 1993/94, 2008/09, 2009/10, 2010/11.
- Серебряный призёр чемпионата Беларуси 1992/93.
- Бронзовый призёр чемпионата Польши 2002/03.
- Бронзовый призёр чемпионата Греции 2004/05, 2005/06.
- Финалист Кубка Европы УЛЕБ 2005/06.
- Финалист Кубка вызова ФИБА 2006/07.
- Обладатель Кубка Кипра 2006/07.
- Обладатель Кубка Беларуси 2009, 2010.